# Fluorek wapnia
Fluorek wapnia (CaF2) – nieorganiczny związek chemiczny, sól kwasu fluorowodorowego i wapnia. Białe, bezwonne ciało stałe; pKso 10,5. Występujący w naturze jako fluoryt.